# Convent de Sant Francesc de Paula de Campos
L'església i convent de Sant Francesc de Paula (antic convent dels Mínims) està al Carrer Convent, 2 de Campos, (Mallorca), és anònim i d'estil Barroc, va construir-se entre els segles xvii i xviii. L'església s'utilitza per a usos religiosos i les dependències conventuals per a usos culturals. L'1 de maig de 2004, la Comissió Insular d'Ordenació del Territori, Urbanisme i Patrimoni Històric va declarar l'església i el convent bé d'interès cultural (BIC). S'ha decidit protegir més enllà de la zona delimitada com a BIC degut al seu estat.

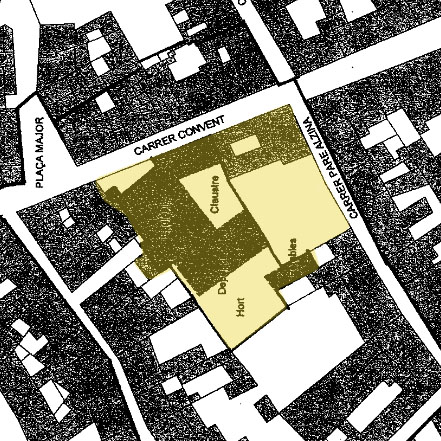
Plànol

El convent dels Mínims de Campos fou fundat, sota l'advocació de Sant Francesc de Paula, el dia 25 de novembre de 1607, per obra del prevere Joan Mas. Inicialment, els religiosos s'instal·laren en unes cases particulars, que després compraren, propietat de Mateu Ballester i Llorenç Abrines. Dites cases estaven ubicades en el carrer principal de la vila, al costat de l'hospital. L'anàlisi de les fonts documentals efectuat per Guillem Roser ha permès elevar fins a set el nombre de cases comprades o cedides pel convent dels Mínims, a més de dos trasts.
Les obres de construcció de l'església i de les dependències conventuals varen començar en els primers mesos de l'any 1608 amb l'ajut d'almoines i amb la participació de mestres picapedrers locals. Probablement es van aprofitar part de les estructures i elements de suport (com arcades de mig punt sobre pilars de secció rectangular d'estil gòtic) pertanyents a les cases particulars en les quals s'havia instal·lat la comunitat en arribar a Campos. Les obres de tot el conjunt conventual continuaren al llarg del segle xvii i es perllongaren fins a les primeres dècades del segle xviii. Com assenyalen Guillem Roser i Sebastià Ginard, el conjunt conventual es va anar aixecant sobre una base de cases, corrals i trasts, fet que va condicionar fortament la morfologia i el desenvolupament arquitectònic de l'immoble. Així, la seva planta irregular reflecteix les conseqüències d'una forçada adequació a l'entorn urbà preexistent.
Entre els anys 1821-1823 es va produir el primer desallotjament de la comunitat, per culpa de les primeres mesures desamortitzadores. El 1835, arran de la definitiva exclaustració, es produeix un trencament radical i absolut entre les dependències conventuals i l'església. Els accessos de comunicació entre ambdós àmbits quedaren clausurats i el temple passà a mans de la parròquia. Aquestes intervencions afectaren considerablement la morfologia, el sentit espacial i la funcionalitat de tot el conjunt.
A partir de 1840 l'edifici passà a ser el quarter de carrabiners, a la vegada que se cedia una part del que havia estat el corral del convent i les dues cel·les contigües de la planta baixa al veí hospital.
La part baixa de la galeria inferior de l'ala llarga del claustre el 1843 es tanca, cegant els arcs, per establir-hi una escola de nines (que va funcionar fins al 1872). La cel·la més propera a l'església, que el 1715 s'havia habilitat com a farmàcia, passa a convertir-se en l'habitatge de la mestra de l'escola. Paral·lelament, la cuina, el refectori i la quadra són habilitats com a quarter.
A la dècada del 1810 es varen produir altres canvis d'ús, instal·lant-se les oficines del jutjat de pau i la casa-caserna de la Guàrdia Civil, que va ser-hi fins al maig del 2000. L'adequació de les dependències conventuals a aquestes noves funcions suposà greus canvis en part de l'estructura i morfologia original, fent-se tot un seguit d'intervencions poc respectuoses cap a l'edifici primigeni (canvis en la distribució i compartimentació espacial, obertura de nous accessos, construcció de falsos sostres, cegament de les arcades del claustre, esbucaments...)